# Talud-tablero

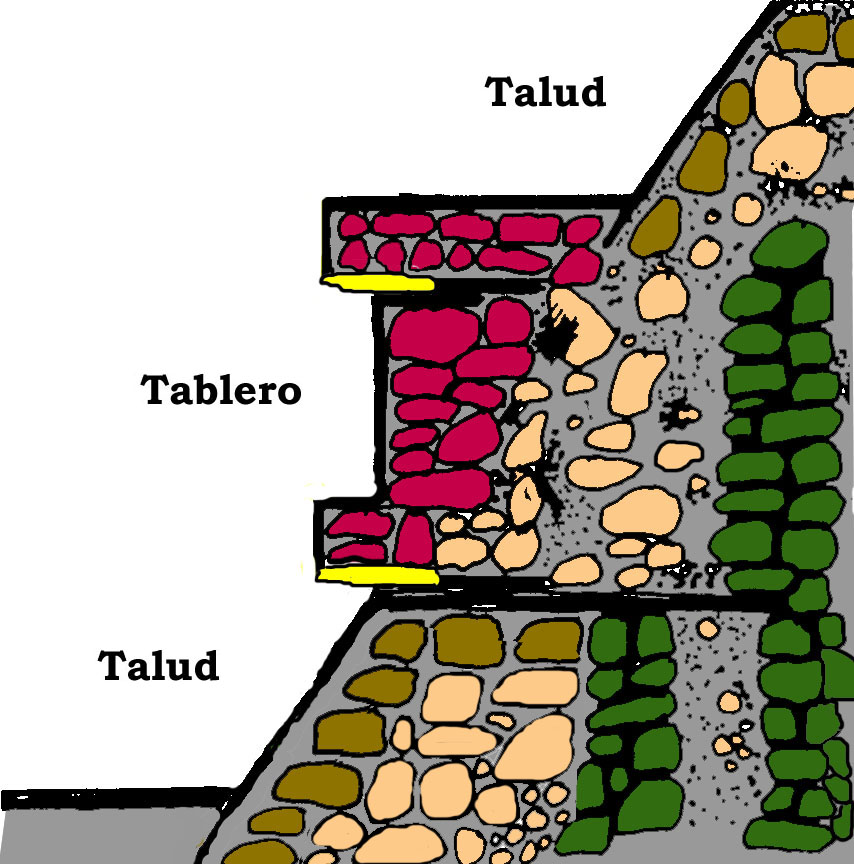
Schematische Darstellung des Talud-tablero-Systems

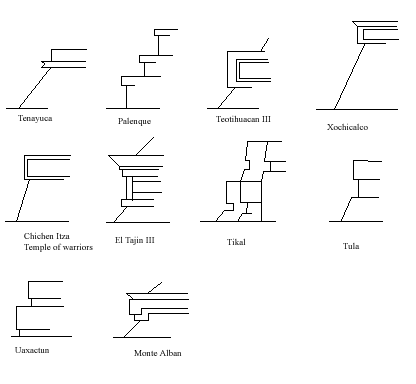
Variationen des Talud-tablero-Systems

Als Talud-tablero bezeichnet man den Wechsel von schrägen (talud = „Böschung“) und vertikalen (tablero = „Tafel“) Bauteilen in der Konstruktion von mesoamerikanischen Tempelpyramiden. Dieses Element ist trotz all seiner Variationen so augenfällig, dass in der Forschung auch von einem „Talud-tablero-Stil“ gesprochen wird.

## Geschichte
Der Ursprung dieses Stils liegt nach bisherigem Forschungsstand im 4./5. Jahrhundert in Teotihuacán, der damals größten und mächtigsten Stadt in Zentralamerika, die durch Fernhandel und dynastische Beziehungen (Eheschließungen) mit anderen wichtigen Zentren der präkolumbianischen Kulturen in Mesoamerika (z. B. Monte Albán, Tikal u. a.) in Kontakt kam. Die Forschung geht davon aus, dass diese Kontakte auch zur Adaption von Bauweisen führten, da sich dadurch eine gewisse Teilhabe an der Kultur und an der Macht Teotihuacáns manifestierte.
Andere bezweifeln die Urheberschaft Teotihuacáns für das Talud-tablero-System und sehen seinen Ursprung im Maya-Bereich – in diesem Zusammenhang wird zumeist die bereits in präklassischer Zeit besiedelte Stadt Uaxactún genannt. Auch zu erwähnen ist die Konstruktionsweise der meisten mesoamerikanischen Ballspielplätze, die ebenfalls einen Wechsel von schrägen und senkrechten Bauteilen zeigen.
Selbst Kulturen späterer Zeit (Totonaken, Tolteken, Azteken) fügten in ihrer Bewunderung für die kulturellen Leistungen ihrer Vorgänger dieses Stilelement in ihr Bauprogramm ein. Auch bei mehreren späten Maya-Stätten (z. B. Chichén Itzá, Iximché, Q'umarkaj) erscheint es.

## Konstruktion und Funktion
Steinpyramiden können in vielfältiger Weise gestaltet sein (vgl. Ägypten); auch die Ursprungsbauten der Sonnen- und der Mondpyramide in Teotihuacán sowie die meisten Maya-Pyramiden der Frühzeit kamen ohne die Verwendung des Talud-tablero-Systems aus. Durch die Talud-tablero-Bauweise konnte jedoch eine optische Bereicherung und Auflockerung der Bauten erreicht werden; möglicherweise war auch die Assoziation der Pyramide mit einer Bergform beabsichtigt. Und nicht zuletzt konnten – über die mittig platzierten Treppenaufgänge – die seitlichen Plattformen auf den horizontalen Zwischenebenen für zeremonielle Zwecke genutzt werden.

## Bilder

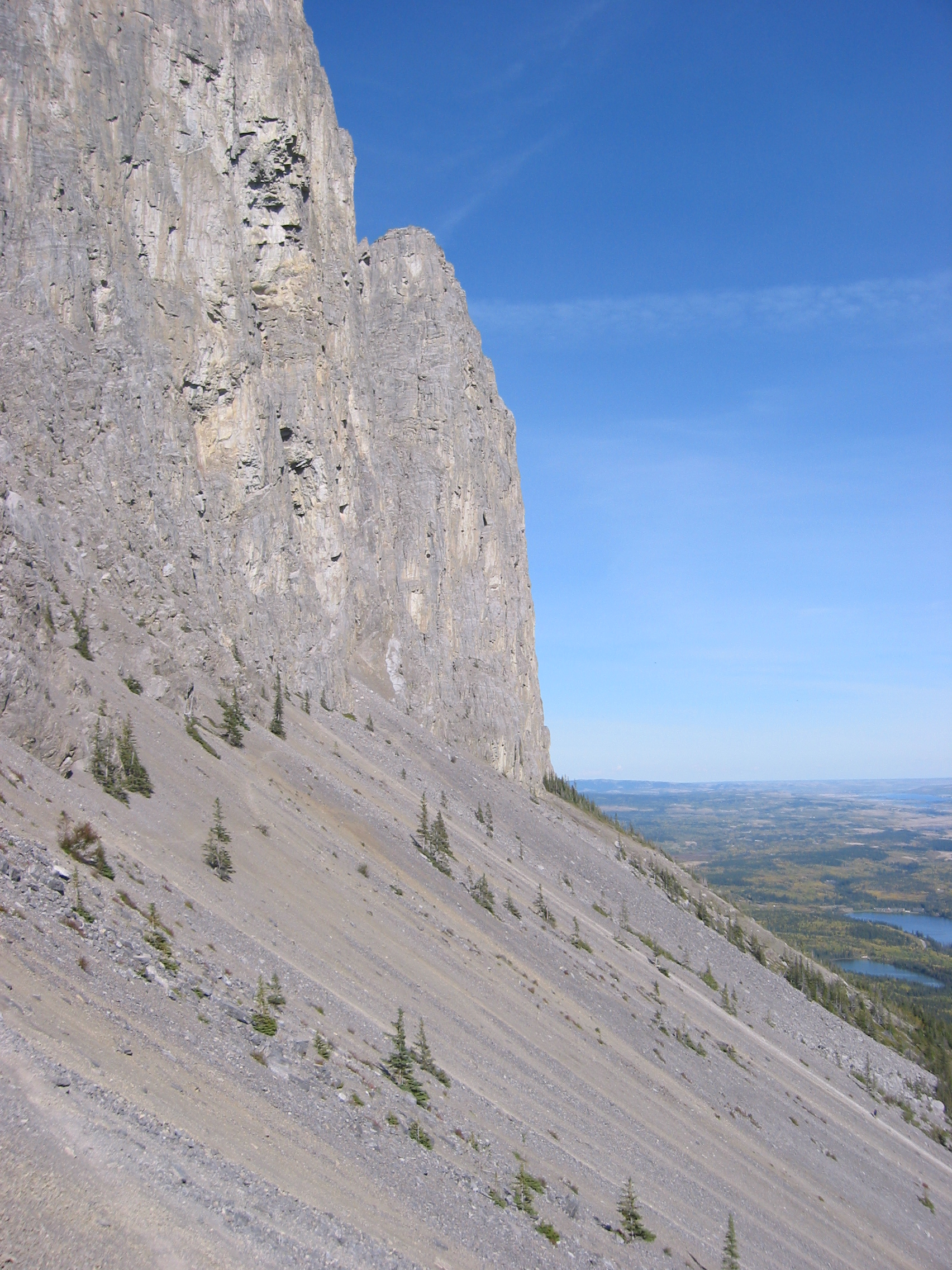
Natürliches Talud-tablero-System
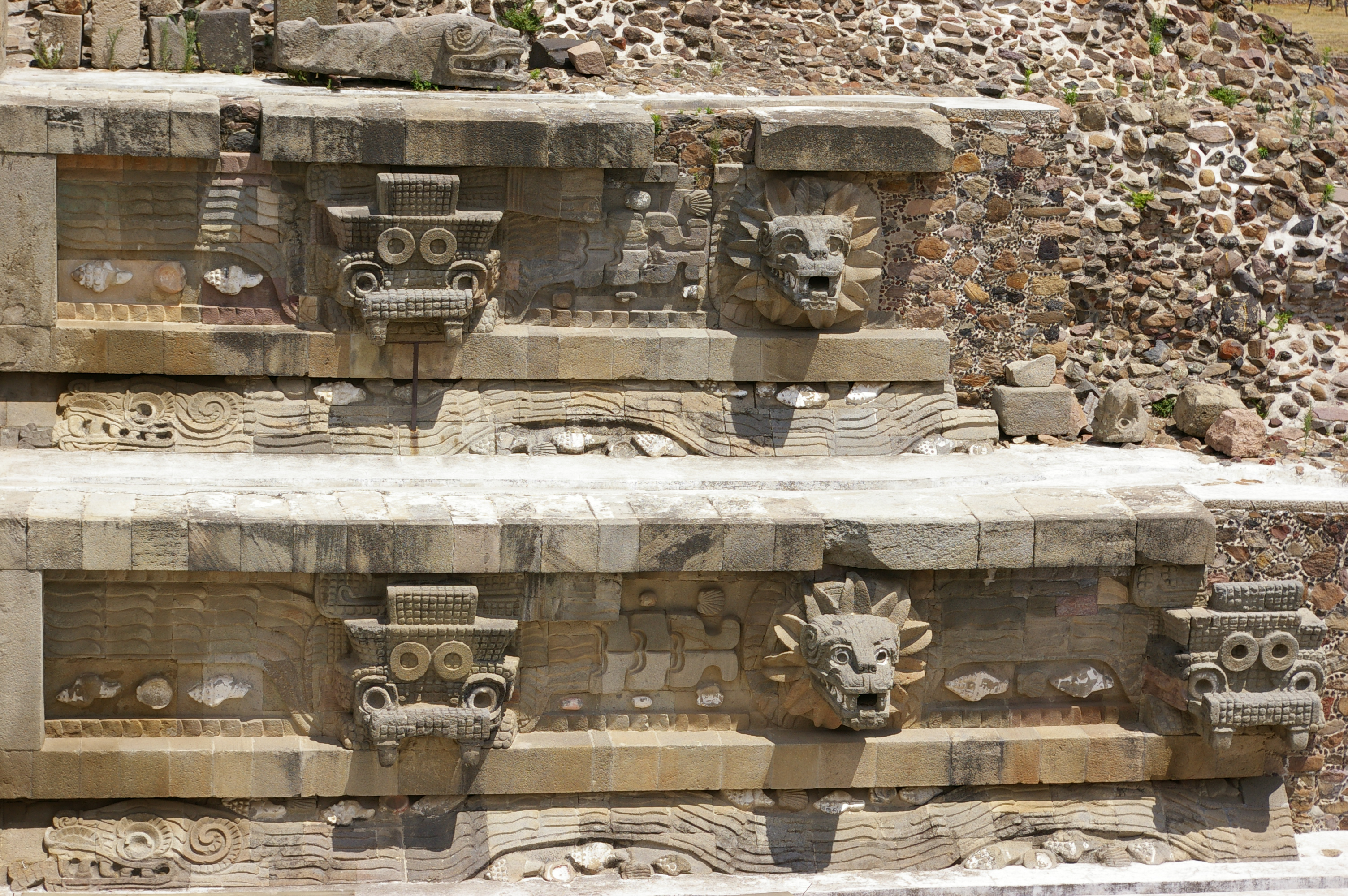
Teotihuacán – Quetzalcoatl-Pyramide
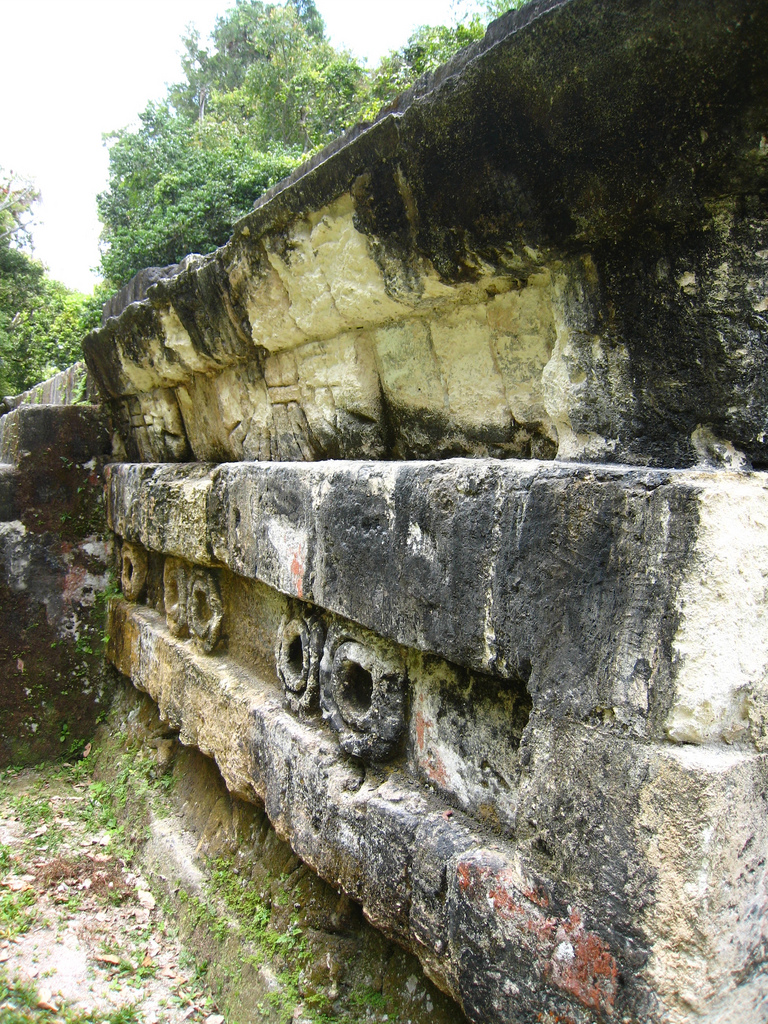
Tikal – Tempelpyramide (Mundo Perdido)
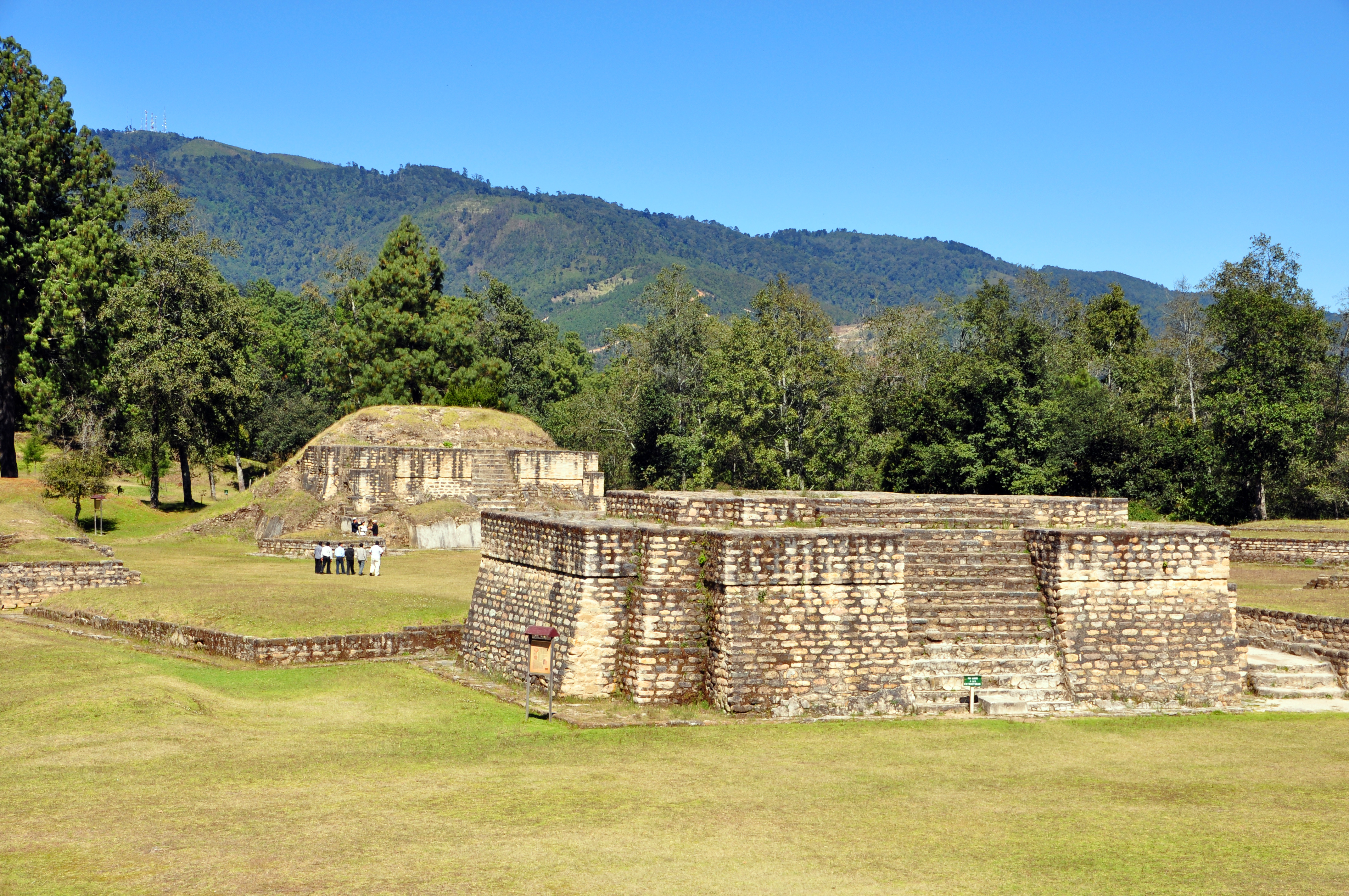
Iximché – Tempelpyramide